# Chalhuanca
Chalhuanca è una cittadina del Perù, nella regione di Apurímac.
È il capoluogo della provincia di Aymaraes.